# Groblje pri Prekopi
Groblje pri Prekopi je naselje u slovenskoj Općini Šentjerneju. Groblje pri Prekopi se nalazi u pokrajini Dolenjskoj i statističkoj regiji Donjoposavskoj regiji. 

## Stanovništvo
Prema popisu stanovništva iz 2002. godine naselje je imalo 199 stanovnika.